# Banisteriopsis wilburii
Banisteriopsis wilburii är en tvåhjärtbladig växtart som beskrevs av B. Gates. Banisteriopsis wilburii ingår i släktet Banisteriopsis och familjen Malpighiaceae. Inga underarter finns listade i Catalogue of Life.